# Хорасански път
Хорасанския път през Средновековието е стратегически търговски път, по който се движат кервани между Багдад, столицата на Абасидите и североизточната провинция Хорасан, а от там – към страните от Средна Азия и Китай.

## Маршрут
Счита се, че Хорасанския път е най-добре описания в литературата търговски път в Абасидския регион. Маршрутът е подробно описан от Ибн Руста и повечето средновековни мюсюлмански географи, като Кудама ибн Джафар и Ибн Хордадбех съобщават за разстоянията между различните обекти. Според тях пътят между Багдад и Нишапур в Хорезъм възлиза на 309 фарсаха или 1715 км. Това е пътят, по който преминава и дипломатическата мисия на ибн Фадлан през 921 г. в първата част от пътуването си. .
Спирки:
Пътят започва от Хорасанската порта на източната стена на Кръглия град на Ал-Мансур в Багдад.
- Нахраван – първото селище след Багдад е Нахраван (Джиср Нахраван, „Мост Нахраван“), наречено в чест на основния напоителен Нахравански канал, който минава през него. По време на царуването на Абасидите градът процъфтява, но по-късно е изоставен, като Хорасанския път се премества на север към Бакуба.[5]
- Даскара – следваща основна спирка е Даскара Ал-Малик („Царска Даскара“), идентифицирана със сасанидския град Дастагирд.
- Джалаула, построен около голям мост, пресичащ реката Дияла,
- Ханакин, също с голям мост,
- Каср Ширин, „Замъка на Ширин“, наречен в чест на съпругата на сасанидския шах Хосров II.[6]
- Хулван, където пътят напуска Месопотамската равнина и навлиза в планината Загрос и провинция Джибал през едноименния проход.[7]
- Киринд и близкото село Хустан – мястото, където крваните напускат Хулванския проход,
- Каср Ал Язид (Тазар) и ал-Зубайдия, където пътят се насочва на изток,
- Kерманшах в равнината Махидащ. И тук, както при по-голямата част от тези спирки, мюсюлманските географи регистрират наличието на остатъци сасанидски дворци.[8]
- Хамадан
- Саус, където Хорасанския път обръща хода си на север,
- Ар-Рай, а оттам преминава в източно направление.[9]
- Хувар,
- Каср ал-Милх („Соления замък“)
- Рас ал-Калб („Куча глава“, отъждествяван с Лазгирд),
- Семнан,
- Дамган,
- Ал-Хадада („Ковачницата“, дн. Мехмандуст)
- Бастам, след близкото село Бадхаш, пътят достига региона Хорасан.[10]

След като навлезе в Хорасан, пътят се разделя на две части: северен клон, наречен „Пътя на керваните“, който води към Джаджарм, Азадвар и Нишапур, и по-кратък южен клон или „Пощенски път“ покрай пустинята Дашт-е Кевир през Асадабад, Бахманибад (Мазинан) и Сабзевар, отново до Нишапур. Малко след Нишапур, при Каср ал-Рих („Замъка на вятъра“), пътят отново се разделя на два клона, водещи в югозападна и североизточна посока. Югозападният клон води до Херат, където се разклонява още повече на изток към Гор, или през Фарах на юг към Зарандж в днешен Афганистан. Североизточния клон води към Машхад, Тус, Маздаран и Сарахс, а по-нататък достига Мерв Велики и Мерв ал-Руд. На север от Мерв Хорасанският път продължава до брода на Амударя в Aмол и достига Бухара и Самарканд. След Мерв пътят се раклонява и към Херат на юг, към Балх на североизток и към Tермес отвъд Амударя. По-малки разклонения водят към Чаганиан и Хутал или обратно на запад към Бухара и Самарканд. От Амул, друго разклонение води по протежение на южния бряг на Амударя до Хорезъм и Аралско море. От Самарканд, пътят прекосява Согдийската река и води към Заамин в Усрушана, източно от столицата Бунджикат. Там пътят се разклонява отново на север към Шаш по долното течение на Сърдаря и на изток по горното течение на реката във Ферганската долина и към Китай.